# Étang de Gondrexange
L'étang de Gondrexange est un étang situé dans le département français de la Moselle et dans le Pays des étangs.

## Description
Sa superficie est de 698 hectares.